# Pictures of You (chanson de The Cure)
Pour les articles homonymes, voir Pictures of You.
Singles de The Cure
Lovesong
(1989) Never Enough
(1990)
Clip vidéo
[vidéo] « Pictures of You », sur YouTube
Pistes de Disintegration
Plainsong Closedown
Pictures of You est une chanson du groupe anglais The Cure figurant sur l'album Disintegration.
Comme tous les titres de l'album, il a été composé par Simon Gallup, Roger O'Donnell, Robert Smith, Porl Thompson, Laurence Tolhurst, Boris Williams, tandis que les paroles sont de Robert Smith exclusivement. 
Pictures of You sort en single le 19 mars 1990. C'est le quatrième et dernier extrait de cet album.
Les titres en face B sont des versions enregistrées en concert de diverses chansons de l'album, variant suivant les éditions. Elles seront compilées par la suite sur l'album live Entreat.
La chanson apparaît également sur d'autres disques du groupe, notamment l'album de remixes Mixed Up et les albums live Entreat (1991) et Show (1993). Elle est encore aujourd'hui très régulièrement jouée en concert.

## Liste des titres
Chansons présentes sur les différents supports,.
45 tours (1) et cassette single
1. Pictures of You (Single Edit) - 4:46
2. Last Dance (Live) - 4:42

45 tours (2) et cassette single
1. Pictures of You (Single Edit) - 4:46
2. Prayers for Rain (Live) - 4:48

Maxi 45 tours (1)
1. Pictures of You (Extended Version) - 8:07
2. Last Dance (Live) - 4:41
3. Fascination Street (Live) - 5:23

Maxi 45 tours (2)
1. Pictures Of You (Strange Mix) - 6:45
2. Prayers For Rain (Live) - 4:48
3. Disintegration (Live) - 7:54

CD Maxi
1. Pictures of You (Single Edit) - 4:46
2. Last Dance (Live) - 4:45
3. Fascination Street (Live) - 5:19
4. Prayers for Rain (Live) - 4:48
5. Disintegration (Live) - 7:54

CD Single
1. Pictures of You (Single Edit) - 4:46
2. Last Dance (Live) - 4:45
3. Fascination Street (Live) - 5:19

- Note : les titres live ont été enregistrés en concert au Wembley Arena à Londres en juillet 1989.

## Pochette du single
Mary, la femme de Robert Smith, apparaît de dos sur la photo en noir et blanc de la pochette. On peut distinguer son visage dans le reflet d'un miroir en arrière plan.

## Clip
Filmé le 24 janvier 1990 à Lochaber en Écosse par Tim Pope, le clip montre le groupe jouant la chanson dans un paysage enneigé, entouré de palmiers artificiels, tandis que déambule une personne dans un costume d'ours blanc,,. 

## Distinction
Pictures of You est placée au rang #283 sur la liste des 500 plus grandes chansons de tous les temps établie par le magazine Rolling Stone en 2003.

## Classements hebdomadaires
| Classement (1990)              | Meilleure place |
| ------------------------------ | --------------- |
| Allemagne (GfK Entertainment)  | 18              |
| Australie (Kent Music Report)  | 89              |
| États-Unis (Billboard Hot 100) | 71              |
| États-Unis (Alternative Songs) | 19              |
| Irlande (Irish Singles Chart)  | 9               |
| Pays-Bas (Single Top 100)      | 77              |
| Royaume-Uni (UK Singles Chart) | 24              |

## Certifications
| Pays              | Certification | Date     | Unités certifiées |
| ----------------- | ------------- | -------- | ----------------- |
| Royaume-Uni (BPI) | Argent        | 02/06/23 | 200 000           |

## Reprises
Le groupe Lit a repris la chanson en 2004.
La même année, une version remixée, créditée à Robert Smith en solo, figure sur la bande originale du film australien One Perfect Day (en).
En 2019, Robert Smith dévoile une nouvelle version enregistrée en compagnie de Roger O'Donnell et du quatuor à cordes Quartet Velouté pour la bande originale d'un documentaire britannique sur les rites post-mortem intitulé Dead Good.